# الاتحاد السعودي لكرة القدم
الاتحاد السعودي لكرة القدم هو الجهة الراعية لرياضة كرة القدم في السعودية والمسؤول المباشر عن منتخبات السعودية الوطنية لكرة القدم والأندية المحلية المشاركة في الدوري السعودي بدرجاته الممتازة والأولى والثانية والثالثة والرابعة.

## تاريخ

الشعار القديم لاتحاد الكرة السعودي من سنة 1990 لسنة 2003م

تأسـس الاتحاد السعودي رسمياً في 18 مايو 1955، وفي عام 1956، انضم إلى الاتحاد الدولي لكرة القدم كما انضم إلى الاتحاد الآسيوي لكرة القدم عام 1972 ليبدأ مسيرة تنظيم بطولاته المحلية إضافة إلى مشاركاته الخارجية التي حقق خلالها العديد من الإنجازات الكبيرة على الصعيد الدولي والقاري.
ينظم الاتحاد السعودي مسابقات كرة القدم المحلية إضافة إلى تنظيم مشاركات المنتخبات والأندية السعودية دوليا حيث يشرف فعليا على 153 ناديا مشارك في منافسات كرة القدم، تتوزع هذه الأندية على مختلف الدرجات والفئات السنية بدءا من البراعم وحتى فرق الكبار والبطولات هي على التوالي: بطولة الدوري (بدرجاته الممتاز والأولى والثانية والثالثة والرابعة) – بطولة خادم الحرمين الشريفين للأبطال – كأس ولي العهد - كأس الأمير فيصل بن فهد رحمه الله - كأس السوبر - دوري الرديف - بطولة تحت 23 سنة (للدرجة الممتازة والأولى)– بطولة الدوري للشباب (اندية الممتاز واندية الدرجة الأولى) – وبطولة الدوري للناشئين لاندية الممتاز واندية الدرجة الأولى والعديد من المسابقات الأخرى.
يعتبر الاتحاد السعودي لكرة القدم أحد أشهر الاتحادات في قارة آسيا في مجال كرة القدم، فعلى الصعيد الإقليمي حقق المنتخب السعودي لقب بطولة كأس الخليج لكرة القدم 3 مرات بتاريخه، وقاريًا فإن المنتخب السعودي الأول لكرة القدم لم يغب عن المباراة النهائية لكأس آسيا منذ عام 1984 حتى عام 2004 حيث كان غيابه عن نهائي البطولة التي أقيمت بالصين والتي فاز بلقبها المنتخب الياباني هو الأول منذ عام 1984 م.
وخلال وصول المنتخب السعودي إلى نهائي كأس آسيا خمس مرات متتالية فاز باللقب ثلاث مرات كانت بدايتها عام 1984 ثم عام 1988 ثم 1996 بعد أن كان قد خسر نهائيتي 1992 و2000 امام المنتخب الياباني وبذات النتيجة 1 – 0.
وعلى الصعيد الدولي وصل المنتخب السعودي إلى نهائيات كأس العالم أربع مرات متتالية منذ عام 1994 حيث كانت المرة الأولى التي يتأهل بها المنتخب السعودي إلى نهائيات المونديال ليتأهل ثانية إلى مونديال فرنسا 1998 ومونديال كوريا الجنوبية واليابان عام 2002 ومونديال ألمانيا 2006.
وحقق المنتخب السعودي للناشئين بطولة كأس العالم للناشئين التي أقيمت باسكتلندا عام 1989 والتي فاز بها المنتخب السعودي بعد تغلبه بالمباراة النهائية على المنتخب الاستكلندي المضيف.
حققت الأندية كذلك في المملكة العربية السعودية عدد من البطولات القارية على مستوى مسابقات كرة الفدم في القارة الآسيوية وأيضا المشاركة ضمن كأس العالم للأندية وكان أول فريق خليجي آسيوي يشارك في هذه البطولة من المملكة العربية السعودية هو فريق النصر السعودي عام 2000م أعقبه فريق الاتحاد السعودي عام 2005م واخيراً فريق الهلال السعودي في 2019م و2021م و2022م.
أحد الإنجازات التي حققها الاتحاد السعودي لكرة القدم هو تكوين انتشار وقاعدة قوية لللعبة في السعودية فهناك كما تشير الأرقام الرسمية 16160 لاعبا من مختلف الفئات السنية يمارسون اللعبة، إضافة إلى وجود 531 حكما منهم 10 حكام دوليين، كما يبلغ عدد المدربين السعوديين 260 مدربا سعوديا يمارسون عملهم بفرق الأندية بمختلف الفئات السنية.
أعتمد الاتحاد العربي السعودي لكرة القدم الشعار الجديد يوم 1 مايو سنة 2017م بحضور رئيس اتحاد الكرة عادل عزت وعدد من أعضاء الاتحاد.

## رؤساء ورواد
1. عبد الله بن فيصل بن عبد العزيز آل سعود.
2. فيصل بن فهد بن عبد العزيز آل سعود.
3. سلطان بن فهد بن عبد العزيز آل سعود.
4. نواف بن فيصل بن فهد بن عبد العزيز آل سعود.
5. أحمد بن عيد الحربي.
6. عادل عزت.
7. قصي الفواز
8. ياسر حسن المسحل

## الهيكل الإداري
يدير الاتحاد ويشرف على أعماله مجلس إدارة مكون من 11 عضوا منتخبا عن طريق الاقتراع من قبل الجمعية العمومية للإتحاد. بالإضافة إلى مجلس الإدارة يوجد الأمين العام للاتحاد. يقوم الاتحاد بممارسة أعماله عن طريق عدد من اللجان الفنية والإدارية والمالية والقانونية.
يتكون مجلس إدارة الإتحاد في دورته الحالية (2023-2027) من:
- ياسر حسن المسحل: (رئيس مجلس الإدارة)
- لمياء بن بهيان: (نائب الرئيس)
- خالد الثبيتي
- خالد بن مقرن
- على الشعيلان
- معيض الشهري
- نزيه النصر
- تركي السلطان
- عبدالعزيز العفالق
- نعيم البكر
- عبدالله حماد

## رابطة الدوري السعودي للمحترفين
هيئة مستقلة تحت مظلة الاتحاد السعودي لكرة القدم أو ما سمي سابقا بهيئة دوري المحترفين. لها طاقم إداري مستقل وفقًا لنظام هيئات دوري المحترفين في الاتحادات القارية والدولية، تشرف على تنظيم دوري المحترفين السعودي، وتضم في عضويتها حاليًا ممثلي الأندية في دوري المحترفين، بوجود مسلي آل معمر كرئيس مجلس إدارة الرابطة، وتشرف على أندية الدرجة الممتازة في الدوري السعودي لكرة القدم، وبموجب نظام الهيئة تدار هذه الهيئة وفق الصبغة التجارية بحيث يكون لها مصادر الدخل المستقلة عن الاتحاد.
كما أن تشكيل هذه الهيئة كان أحد متطلبات الاتحاد الآسيوي لكرة القدم للمشاركة في دوري أبطال آسيا.

## البطولات والمسابقات المحليّة
- كأس خادم الحرمين الشريفين
- الدوري السعودي للمحترفين
- كأس السوبر السعودي
- الدوري السعودي الدرجة الأولى.
- الدوري السعودي الدرجة الثانية.
- الدوري السعودي الدرجة الثالثة.
- الدوري السعودي الدرجة الرابعة
- الدوري السعودي الممتاز تحت 18
- الدوري السعودي الممتاز تحت 17
- الدوري السعودي الممتاز تحت 16
- الدوري السعودي الممتاز تحت 15
- كأس ولي العهد (ألغي).
- كأس الأمير فيصل بن فهد (تحت 23 سنة في السابق والآن بمثابة دوري رديف).

## المنتخبات الوطنية
- منتخب السعودية لكرة القدم.
- منتخب السعودية الأولمبي لكرة القدم.
- منتخب السعودية تحت 20 سنة لكرة القدم.
- منتخب السعودية تحت 17 سنة لكرة القدم.
- منتخب السعودية لكرة القدم للسيدات.
- منتخب السعودية لكرة القدم الشاطئية.
- منتخب السعودية لكرة الصالات.

## روابط خارجية
- الموقع الرسمي.